# 장호일
장호일(본명 정기원)은 1965년 9월 10일 생인 대한민국의 기타리스트, 가수, 등이다.

## 생애
학창시절 공부만큼 음악에 재능을 보여 피아노 기타 익혔다. 서울대학교 재학 시절 갤럭시 2기 보컬과 기타로 참여하였다.  군복무 카투사 시절 미군들과 하드락등 다양한 미국 음악을 접하며 음악 폭을 넓혔고 광고기획사 나라기획 근무 중 무한궤도에서 활동한 정석원, 조현찬, 조형곤 등과 함께 25세에 015B 결성하였고 팀의 맏형이자 기타리스트로 활약하였는데 나라기획 입사 동기 정영범(뒷날 스타제이엔터테인먼트 대표)이 6개월 만에 회사 퇴사한 후 본인(장호일)의 매니저로 활동했다.
015B는 애시드 재즈, 하우스, 복고, 리메이크, 백워드 마스킹 등 당시 대한민국에서는 생소한 다양한 음악적 시도 펼치며 대한민국 대중음악사에 획을 귿고 객원가수 최초 도입, 윤종신, 김태우, 김돈규, 조성민, 이장우 등 재능있는 신인들을 발굴하며 호평을 받는다. 달변가이기도 해 KBS 2TV 토크 쇼 《서세원 쇼》의 고정패널로 출연하기도 했고, 몇몇 드라마와 영화 조연출연하여 재능을 보여줬다. 2006년 015B 활동재개하고 2012년에는 케이준과 함께 준세이어라는 프로젝트 그룹 결성하였다. 2014년 밴드 EZEN(이젠)을 결성, 데뷔 EP 발표 이후 현재까지 2장의 EP와 다수의 싱글 앨범 발매하며 활동 중이다.

## 가족
015B 정석원은 장호일의 동생
학력 
- 서울대학교 사회과학대학 언론정보학과 졸업

## 출연작/참여작

### 영화
- 《짧은 여행의 끝》 (1992년)
- 《비상구가 없다》 (1993년)
- 《구미호》 (1994년)
- 《결혼이야기 2》 (1994년)
- 《인터뷰》 (2000년)
- 《최후의 만찬》 (2003년)
- 《댄스컬 사랑하면 춤을 춰라》 (2005년)
- 《구세주 2》 (2009년)

### 출연 CM
- 한국쉐링 아젤리아(1992년 / With 김희선)
- SKC 015B Videology (1993년 / 015B)
- 롯데제과 빼빼로 (1993년 / With 유오성)

### 드라마
- 《협상의 기술》 (2025년, JTBC) - 최동규 역
- 《두뇌공조》 (2023년, KBS2) - 김재원 역 (특별출연)
- 《라이더스: 내일을 잡아라》 (2015년, E채널 & 드라마큐브) - 배형선 역
- 《풍문으로 들었소》 (2015년, SBS) - 송재원 역
- 《파랑새는 있다》 (2014년, TV조선) - 유부장 역
- 《하얀 거짓말》 (2009년, MBC) - 기영 역
- 《드라마시티 - 실연 복수 전문가, 미스 조》 (2008년, KBS2) - 준일 역

### 오락
- 《가족오락관》 (2001년, 2009년) - 게스트
- 《TV는 사랑을 싣고》 (2000년) - 게스트
- 《불타는 청춘》 (2016년 ~ )